# Новинська Віра Петрівна
Ві́ра Петрі́вна Нови́нська (* 19 липня (1 серпня) 1900, Київ — † 15 січня 1982, Київ) — українська актриса музичної комедії (сопрано), відома за виступами в Харківському театрі музичної комедії та Київському театрі оперети, народна артистка УРСР (1954).

## Творчість
Виховувалась у сім'ї українських акторів. Є згадки про виступи її батька Петра Чалого в статті про театр «Ілюзіон».
На сцені — з 1908 року (трупа Д. Гайдамаки). Її дебют відбувся у 8-річному віці під час гастролів у Воронежі, коли Д. Гайдамака попросив дозволу її батьків, артистів трупи, щоб дівчинка взяла участь у танцях, традиційних для тодішніх українських вистав «вечорниць». З того часу вона стала акторкою трупи з платнею 5 карбованців на місяць.
1912 року виступаючи в трупі Прохоровича в Ставрополі ще в юному віці отримала гарну пресу.
1917 року — актриса Краснодарського театру мініатюр, від 1918 — Краснодарського театру оперети.
1920 року — гастролює з оперетковою трупою Волгіна.
В 1921—1929 працювала в театрах Баку (1925, Великий театр Азербайджанської РСР), Тбілісі, Ростова, Ленінграда, Харбіна та ін.
Згодом працювала в Україні: у Харківському театрі музичної комедії (1929—1934) та у Київському театрі оперети (1935—1972).
У випуску тижневика «Культура і життя», присвяченому 80-річчю Київського театру оперети, зазначалось: «Ціла епоха в історії Київської оперети пов'язана з іменем В.  Новинської, яка майже сорок сезонів пропрацювала в рідному театрі, залишаючись і на схилі віку справжньою зіркою оперети. Поруч із нею формувалося та зростало чимало артистичних поколінь: О. Юровська, А. Савченко, В. Васильєв, Г. Лойко, Н. Анникова, М. Блащук, Д. Шевцов, Л. Запорожцева».

## Особисте життя
Чоловік Віри Петрівни — безстрашний командир флотського напівекіпажу Дніпровського загону Пінської флотилії Всеволод Миколайович Добржинський (1900—1941), який поліг смертю хоробрих 18 вересня 1941, захищаючи Київ. До війни в різні роки він очолював київську міліцію і був директором заводу «Метиз». Перепохований на Лук'янівському військовому кладовищі.
Проживала в Києві в будинку на вулиці Шота Руставелі,55/6, який не зберігся, хоча являв собою архітектурну й історичну цінність.

## Ролі
- Сільва («Сільва» І. Кальмана)
- Маріца («Маріца» І. Кальмана)
- Перікола («Перікола» Ж. Оффенбаха)
- Еврідіка («Орфей у пеклі» Ж. Оффенбаха)
- Хівря («Сорочинський ярмарок» О. Рябова)
- Софія («Весілля в Малинівці» О. Рябова)
- Парася («Трембіта» Ю. Мілютіна)
- Матвіївна («Дівочий переполох» Ю. Мілютіна)
- Барбале («Кето і Коте» Віктора Долідзе)
- Письменниця Віра («Дорога до щастя»)
- Фрося («Серце і долари»)
- Ганна («Зальоти соцького Мусія» М. Кропивницького)

## Визнання
- 1940 — Заслужена артистка УРСР[9]
- 1954 — Народна артистка УРСР